# Centrale de la Péribonka
La centrale de la Péribonka est une centrale hydroélectrique et un barrage érigés à la confluence des rivières Péribonka et Manouane par Hydro-Québec, dans la région administrative du Saguenay–Lac-Saint-Jean, au Québec. Cette centrale, d'une puissance installée de 385 MW, a été mise en service en 2008.